# Udo Jürgens
Udo Jürgens (nascut el 30 de setembre de 1934 a Klagenfurt, Caríntia, Àustria, † 21 de desembre de 2014 a Münsterlingen, Turgòvia, Suïssa, nascut Jürgen Udo Bockelmann, des del juliol de 2010 oficialment Udo Jürgens Bockelmann)) fou un compositor, pianista i cantant austríac, principalment en alemany, però també (entre d'altres) de cançons en anglès. Posseïa, al costat de l'austríaca, i des del 2007, la ciutadania suïssa. Amb més de 100 milions de discos venuts, Udo Jürgens va ser un dels músics d'entreteniment amb més èxit comercial del món de parla alemanya. La seva carrera va tenir una durada de gairebé 60 anys. El seu estil es troba entre l'schlager, la chanson, el jazz i la música pop. Fou el primer austríac a guanyar, el 1966, el Festival de la Cançó d'Eurovisió.

## Biografia

### Família i vida personal

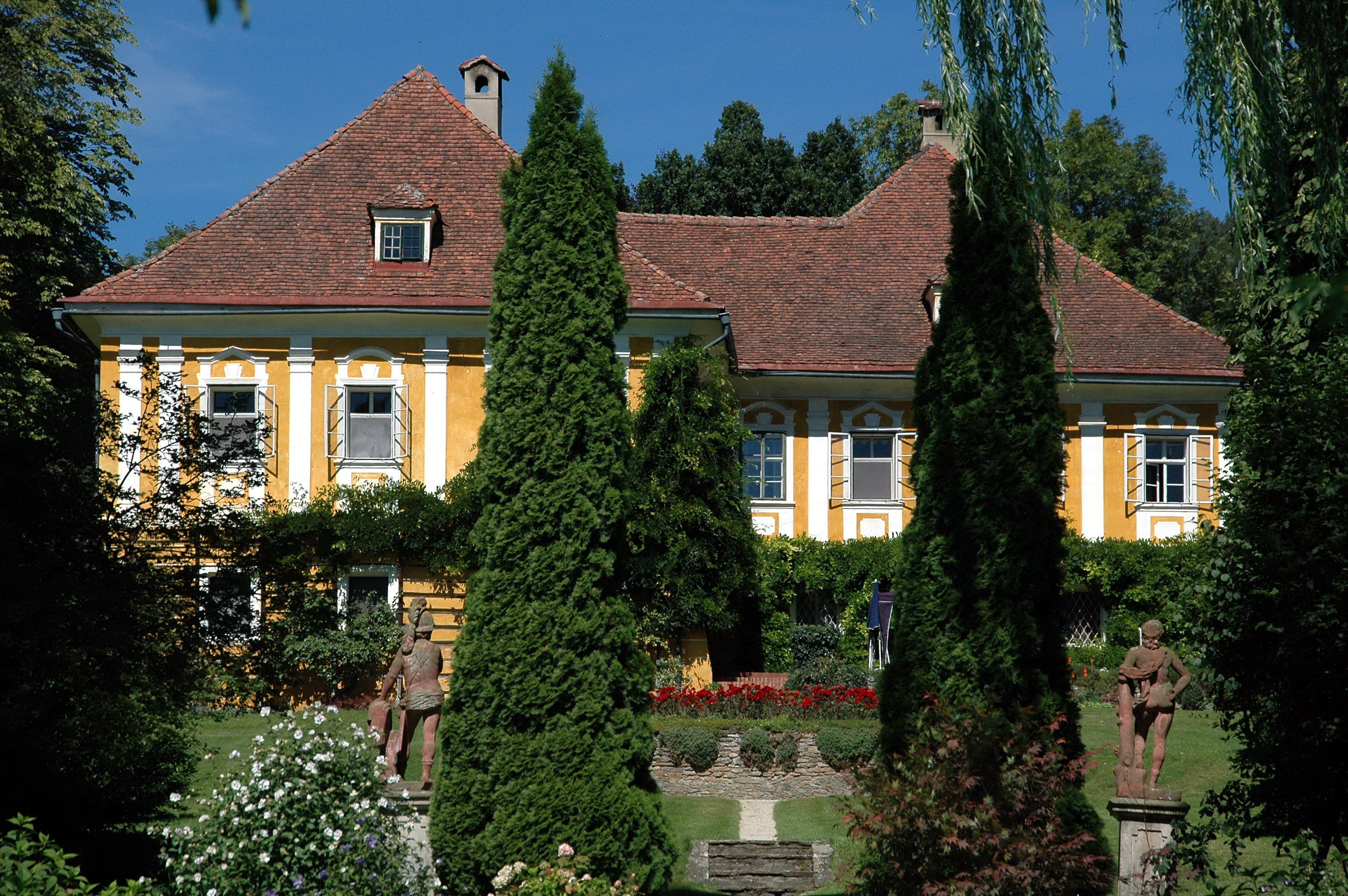
Castell d'Ottmanach a Magdalensberg

Udo Jürgens va néixer, com a fill de pares alemanys, a Klagenfurt. La seva mare Kathe (de soltera Arp, nascuda el 9 d'agost de 1908), provenia de Prasdorf a la província prussiana de Schleswig-Holstein. El seu pare Rudolf, fill del director bancari alemany Heinrich Bockelmann, va néixer el 14 de desembre de 1904 a Moscou, i va fugir després de l'esclat de la Primera Guerra Mundial amb els seus pares a la llavors neutral Suècia. Després de la guerra, els seus pares es van establir al Castell d'Ottomanach a Caríntia, que l'avi de Jürgens havia regalat als seus cinc fills. El seu pare va ser de 1938 a 1945 i de 1954 a 1958 alcalde del municipi d'Ottomanach. Va morir el 2 d'abril de 1984. Un parent matern era el dadaista Hans Arp. Un oncle patern, Werner Bockelmann (SPD), va ser alcalde de Frankfurt am Main des del 1957 fins al 1964. Un altre oncle, Gert Bockelmann, va viure a Barendorf, a prop de Lüneburg, que avui dia acull una heimvolkshochschule, i fou un temps alcalde. Els oncles d'Udo Jürgens Erwin Bockelmanni Jonny Bockelmannes van dedicar a la indústria del petroli. La seva cançó Mein Bruder ist ein Malerestà dedicada al seu germà Manfred Bockelmann, conegut pintor i fotògraf.
Jürgens va créixer al castell parental d'Ottmanach a Magdalensberg, Caríntia, juntament amb els seus dos germans John (1931-2006) i Manfred. Va aprendre a tocar el piano per si mateix; després només va rebre instruccions sistemàtiques. A les Joventuts Hitlerianes va rebre, segons una declaració a la seva biografia Der Mann mit dem Fagott, una forta bufetada a la cara per part del líder del grup, cosa que li va comportar una reducció de la seva audició en una oïda. Va deixar el gymnasium un any abans de graduar-se. Posteriorment va estudiar música al Conservatori Estatal de Caríntia a Klagenfurt així com al Mozarteum de Salzburg.
Del 1964 al 1989, Jürgens estigué casat amb l'antiga model de fotografia Erika Meier, anomenada Panja. El matrimoni va tenir dos fills, John (nascut el 20 de febrer de 1964) i Jenny (nascuda el 22 de gener de 1967), artista, DJ i actriu. A més, Udo Jürgens té dues filles extramatrimonials, Sonja Jürgens (nascuda el 1966) i Gloria Burda (nascuda el 29 de novembre de 1994).
El juny de 1977, Jürgens es va traslladar a un àtic a Bellevue, Zúric.Atès que en aquell moment existien deutes fiscals a Àustria i a Alemanya, aquesta mesura es va interpretar com a evasió fiscal en diversos mitjans de comunicació. Jürgens va veure, però, aquests deutes coberts per un dipòsit en un compte bloquejat a Múnic "per un import de set dígits".
El 4 de juliol de 1999 es va casar amb Corinna Reinhold, que era la seva parella des de feia temps (originària de Rheydt) a Nova York. Junts es van traslladar el 1997una casa a Zumikon, Suïssa. El 2006, es van divorciar.Al febrer de 2007, Udo Jürgens va obtenir la ciutadania suïssa i, el 8 de juny, se li va donar el certificat de naturalització en el marc del festival del poble de Zumiker. Se li va permetre mantenir la seva ciutadania austríaca, de manera que llavors tenia doble nacionalitat
Al juliol de 2012, Jürgens va adquirir una casa a Meilen, construïda per Gottlieb Duttweiler, després que aquest incorporés el 1928 la companyia de begudes de Meilen „Alkoholfreie Weine AG“ a Migros. Jürgens va renovar la casa de Gottlieb Duttweiler entre el 2012 i el 2014. Va viure a Gottlieben durant el període de reconstrucció. El 2015 va voler traslladar-se a la mansió de Meilen, cosa que, però, no va passar a causa de la seva mort.
Udo Jürgens es va descriure en públic diverses vegades com a ateu.
Després que al febrer del 2014 s'aprovés, per un estret marge, la Iniciativa popular federal «Contra la immigració massiva», Jürgens va ser citat després de dir una entrevista amb Bild-Zeitung als mitjans de parla alemanya: "Això em va impactar i em va decebre profundament. […] Europa és la millor idea que aquest continent té des de fa mil anys. Em va avergonyir la decisió d'anar a Suïssa "i que "ja no se sentia benvingut a Suïssa", cosa que va provocar reaccions controvertides. En una altra entrevista amb Bluewin Entertainment, va dir que les seves declaracions havien estat un malentès i va dir: "Em sap greu haver fet aquesta afirmació, ho admeto sincerament".
La història de la seva família i els inicis de la seva carrera els descriu Jürgens a la novel·la Der Mann mit dem Fagott ("L'home amb el fagot") juntament amb Michaela Moritz el 2004 (duta a la televisió el 2011), amb qui va mantenir una relació sentimental fins a la seva mort.

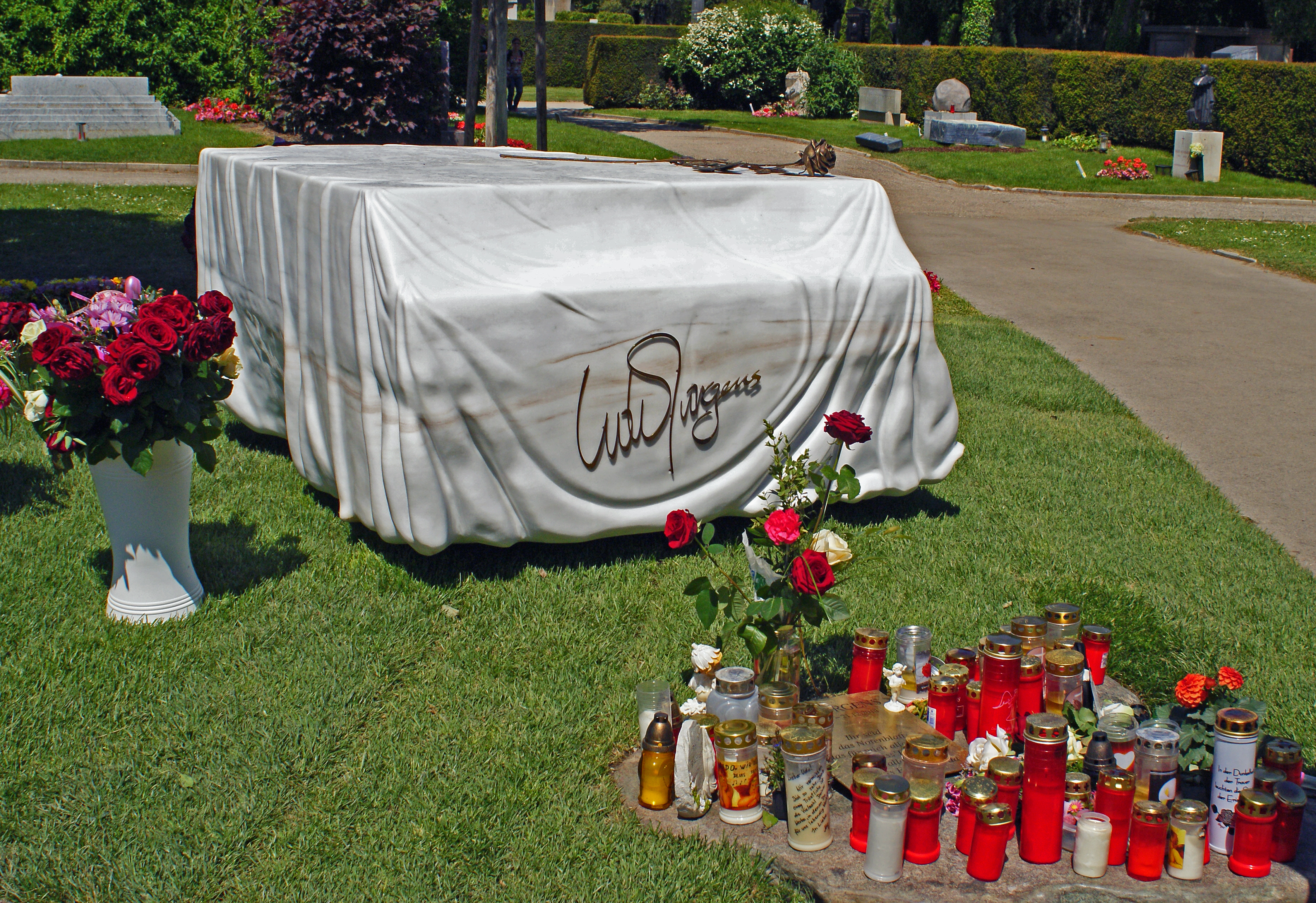
L'ala de marbre blanc com a làpida va ser dissenyada pel germà d'Udo, Manfred Bockelmann.

El 21 de desembre de 2014, Udo Jürgens es va desmaiar durant una passejada a Gottlieben, al cantó de Turgòvia, i va morir malgrat un intent de reanimació a l'hospital de Münsterlingen per insuficiència cardíaca a l'edat de 80 anys. Dues setmanes abans havia acabat la primera part de la seva 25a gira de concerts a Zuric sota el lema „Mitten im Leben“ ("A mitja vida"). Va completar la seva última aparició pública els dies 11 i 12 de desembre de 2014 al Velòdrom de Berlín al Show de Helene Fischer. El show es va emetre poc després de la seva mort, al Nadal, per televisió.
Segons els seus propis desitjos, el seu cos fou incinerat. La cremació va tenir lloc el 23 de desembre de 2014, dos dies després de la seva desaparició. El 15 de gener de 2015, prop de 200 amics i companys es van acomiadar d'Udo Jürgens en una cerimònia commemorativa a Zuric. Els dies 22 i 23 de gener es va instal·lar l'urna de Jürgens al Volkshalle de l'Ajuntament de Viena, on el públic va poder retre homenatge al músic. Personalitats públiques com el president austríac Heinz Fischer i el canceller Werner Faymann. Va ser enterrat el 9 de maig de 2015 en una tomba d'honor de la ciutat de Viena (grup 33 G, fossa núm. 85) al Zentralfriedhof. La làpida, que representa una ala embolicada amb un drap de dol blanc, va ser dissenyada pel seu germà Manfred i realitzada per l'escultor Hans Muhr en marbre de Lasa.
 A la placa commemorativa hi ha després de diverses correccions de la primera ortografia equivocada – inclòs un dels seus passatges 
| « | Ihr seid das Notenblatt, das alles für mich war. Ich lass' Euch alles – ich lass' Euch alles da! | » |

### Carrera

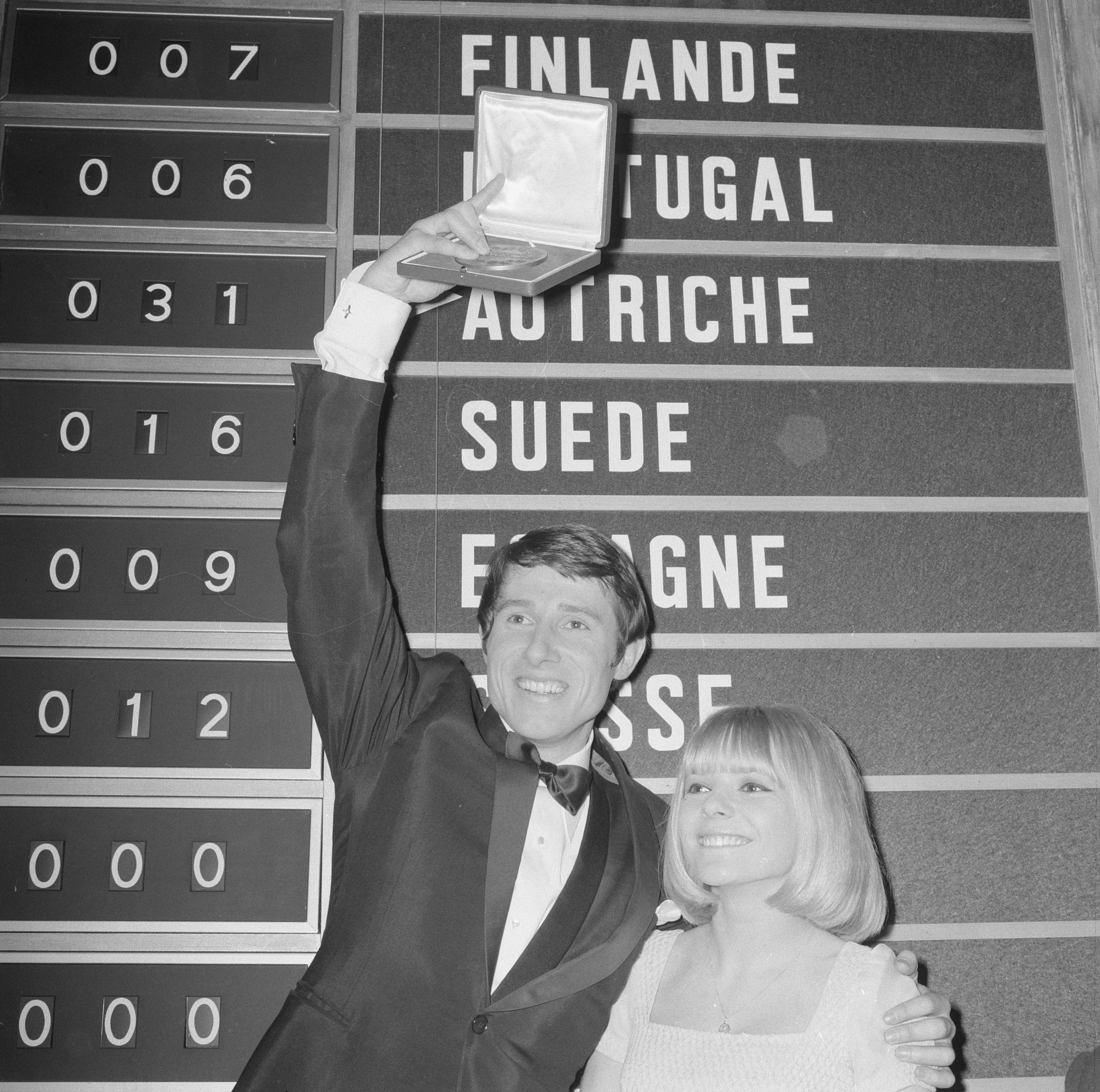
Jürgens, guanyador del Festival de la Cançó d'Eurovisió 1966, amb France Gall

Udo Jürgens feu les seves primeres actuacions, mentre encara era estudiant al conservatori, a locals petits. El 1950, Ernst Lerch es va fer càrrec del Café Lerchdel seu pare (que es deia igual que ell) i el va convertir en el llavors Tanzcafé Lerch de Klagenfurt. Va contractar el jove músic d'entreteniment Jürgen Udo Bockelmann com a cantant de jazz per cinc xílings (equivalents a 0,36 euros, avui al voltant de 3,66 euros) per hora, on hi va actuar sota el pseudònim d'Udo Bolán, en al·lusió al seu segon nom i al seu cognom, i així va tenir la seva primera experiència a l'escenari. Tocava el piano, acompanyat d'un baterista i un baixista, principalment jazz i swing i, a petició del públic, també volkstümliche.

El 1951, Udo Jürgens va guanyar el primer premi en un concurs de compositors de l'Österreichischer Rundfunk per a menors de 17 anys, amb la cançó Je t'aime com a participant més jove.
Només més tard va utilitzar els seus dos primers noms Jürgen i Udo per formar el seu nom artístic "Udo Jürgens", que després va canviar el 2010, juntament amb el cognom conservat, al nom oficial "Udo Jürgens Bockelmann".
El 1959 va aconseguir una primera aclamació amb la cançó Jenny; el títol va ser interpretat el 1961 per Lale Andersen amb un text nou escrit per Jürgens (Jonny). El 1960 va compondre l'èxit mundial Reach for the Stars per a Shirley Bassey. l mateix any va guanyar junt amb Hannelore Auer, Heinz Sagner, Inge Brandenburg i Frank Forster el Festival de la cançó de Knokke per a Alemanya. A partir de 1963 va treballar amb l'administrador de mitjans de comunicació de Múnic Hans R. Beierlein, que el va promocionar en particular com a compositor. El 1964, Udo Jürgens va debutar al Festival de la Cançó d'Eurovisió de Copenhaguen, representant Àustria. Va assolir amb Warum nur, warum? la 6ena plaça. Matt Monro va vendre 1,5 milions de discos amb la versió anglesa Walk Away, va arribar al número 23 als Estats Units, al quart lloc a Gran Bretanya, a més d'assolir llocs destacats a la resta del món. DL'original alemany va ser un èxit número a França. Jürgens va compondre per a Frank Sinatra If I Never Sing Another Song. Sinatra va agafar aquest títol per una pausa en la carrera del seu amic Sammy Davis, Jr.. El 1965 va triomfar amb la cançó 17 Jahr’, blondes Haar.

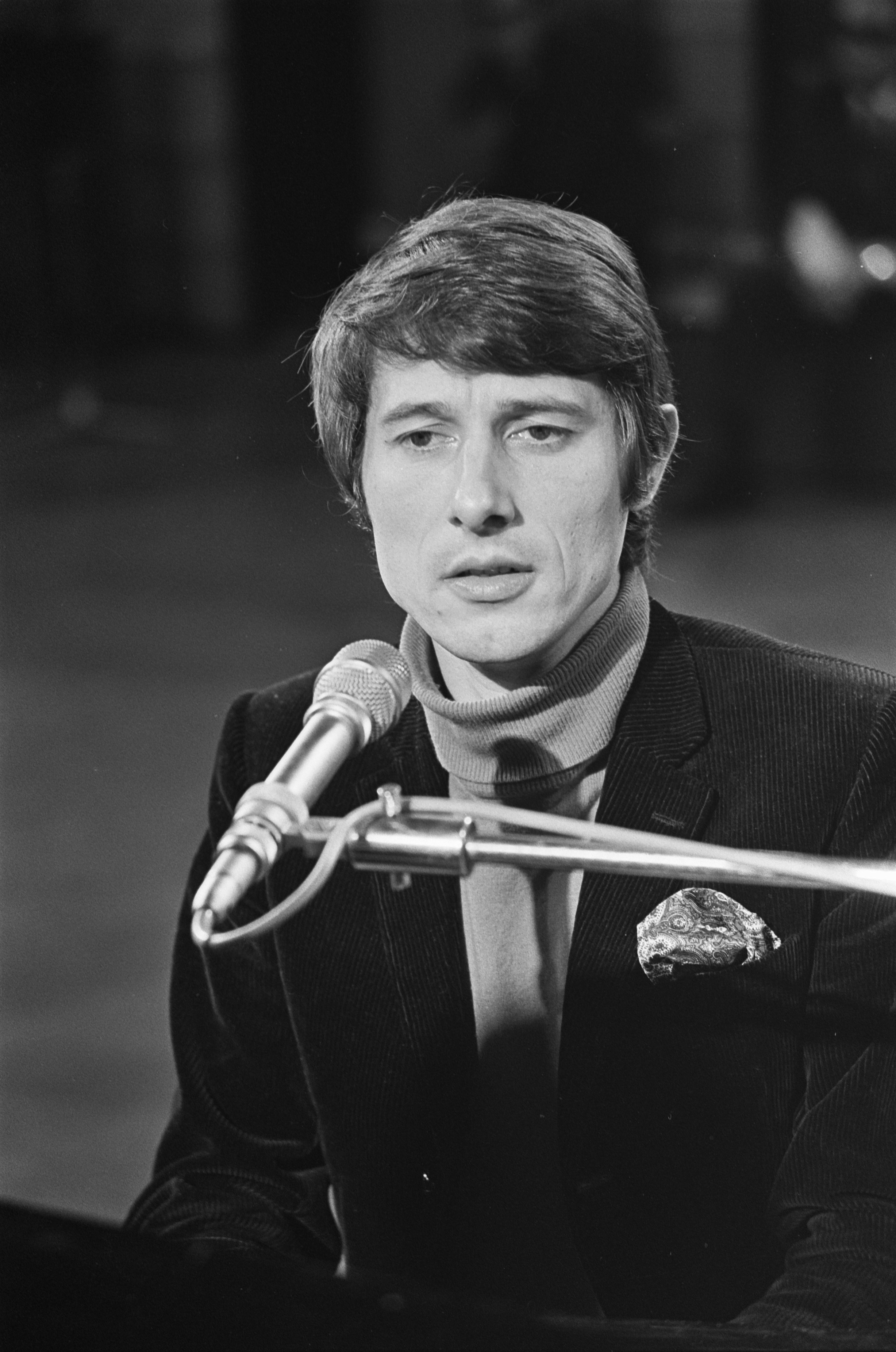
Udo Jürgens a la Grand Gala du Disque Populaire 1968

El 1965, Udo Jürgens va participar tant al Festival de Sanremo com de nou al Festival de la Cançó d'Eurovisió, aquesta vegada a Nàpols. En aquest darrer, va assolir la quarta plaça aSag ihr, ich laß sie grüßen. L'any següent, va participar-hi per tercer cop, i va aconseguir el primer lloc el 5 de març a Luxemburg amb Merci, Chérie.Això li va donar fama internacional. A continuació va fer extenses gires per tot el món. El 1968 va tornar al Festival de Sanremo. Durant aquest temps va enregistrar discos de les seves composicions en diferents idiomes.
A més de la seva carrera musical, Udo Jürgens va actuar a la dècada de 1950 i 1960, a més, en diverses pel·lícules d'entreteniment alemanyes.
El 1971, Udo Jürgens va cantar la cançó de la loteria de la televisió alemanya Zeig mir den Platz an der Sonne. També el 1976 (Ein Lied für alle, die einsam sind) i el 1980 (Ist das nichts?) va interpretar les cançons de la loteria de la televisió. Griechischer Wein (1974) es convertí en tot un èxit. En honor seu i com a expressió d'agraïment per expressar emocionalment la vida dels treballadors grecs emigrats a Alemanya, Udo Jürgens i el llibretista Michael Kunze van ser rebuts pel primer ministre grec Konstandinos Karamanlís a Atenes.
La cançó va ser traduïda al grec amb el títol Kerna krassí, grec: Κέρνα κρασί. Bing Crosby la va enregistrar com a Come Share the Wine; després va cantar Al Martino, que també va tenir un gran èxit. Udo Jürgens va fer gires per Alemanya, Àustria, Suïssa, Grècia, Polònia, Japó i Austràlia.
El 1977, el suís Freddy Burger es va fer càrrec de la representació d'Udo Jürgens. L'èxit d'aquesta cooperació i amistat va continuar fins a la mort de Jürgens. Per primera vegada, Udo Jürgens va fer una gira el 1982 amb l'orquestra de Pepe Lienhard.
El seu major èxit financer va ser Buenos días, Argentina amb la selecció de futbol d'Alemanya. El 1978 va obtenir un disc d'or després de cinc setmanes i després de dos mesos un disc de platí. A més, aquest èxit va tenir un gran èxit en una versió Tex Mex a Amèrica del Nord; Marty Robbins va aconseguir el lloc 25 al Hot Country Songs.
Des de principis de la dècada de 1980, les cançons de Jürgens no arribaren a les 10 millors ubicacions de les llistes d'èxits alemanys, però va publicar regularment més àlbums, que es van vendre bé, sobretot a Àustria. A Alemanya, el seu èxit comercial en aquest moment va ser bastant modest.
Com a actor secundari va aparèixer a la dècada de 1990 a les sèries de televisió Das Traumschiff i Ein Schloß am Wörthersee.
Udo Jürgens va tornar a rebre més atenció als mitjans des del 2007, després de l'inèdit jukebox musical Ich war noch niemals in New York, basat en un popurri de les seves cançons. El 2009, el grup Sportfreunde Stiller va enregistrar una versió de la cançó del títol al seu àlbum MTV Unplugged in New York, mitjançant enregistraments vocals d'Udo Jürgens. L'èxit d'aquest àlbum i el senzill va portar al cantant, després de 17 anys, al primer lloc del rànquing en els llistats de singles alemanys.
Amb l'èxit del musical també van augmentar les xifres de vendes dels nous àlbums de Jürgens. A partir del 2008, van ocupar regularment les primeres posicions en els rànquings alemanys i austríacs.Al febrer de 2014 va publicar el seu darrer àlbum, Mitten im Leben, i va passar des de finals d'octubre de 2014 fent la gira homònima. El seu darrer concert el va oferir el 7 de desembre de 2014 al Hallenstadion de Zuric, amb totes les entrades venudes.
Després de la seva mort el desembre del 2014, les vendes van fer un salt i es van mantenir a un nivell alt durant setmanes; aquest efecte pòstum va culminar amb la reentrada com a número 1 als rànquings austríacs a principis d'abril de 2015.

## Discografia
- Portrait in Musik (1965)
- Merci, Chérie (1966, Eurovisió)
- Chansons (1967)
- Portrait in Musik 2. Folge (1967)
- Was ich Dir sagen will (1967)
- Mein Lied für Dich (1968)
- Udo (1968)
- Wünsche zur Weihnachtszeit (1968)
- Udo Live (1969)
- Portrait International (1969)
- Udo '70 (1969)
- Udo '71 (1970)
- Zeig mir den Platz an der Sonne (1971)
- Helden, Helden (Musical) (1972)
- Ich bin wieder da (1972)
- Udo in Concert – Europatournee '72/'73 (1973)
- International 2 (1973)
- Live in Japan (1973)
- Udo heute (1974)
- Meine Lieder (1974)
- Udo '75 (1975)
- Meine Lieder 2 (1976)
- Udo Live '77 (1977)
- Meine Lieder '77 (1977)
- Lieder, die auf Reisen gehen (1978)
- Buenos Días Argentina (Copa del Món de Futbol) (1978)
- Ein Mann und seine Lieder – Live (1978)
- Nur ein Lächeln (1979)
- Udo '80 (1979)
- Meine Lieder sind wie Hände – Live (1980)
- Leave a Little Love (1981)
- Willkommen in meinem Leben (1981)
- Silberstreifen (1982)
- Udo Live – Lust am Leben (1982)
- Traumtänzer (1983)
- Hautnah (1984)
- Udo Live und hautnah (1985)
- Treibjagd (1985)
- Deinetwegen (1986)
- Udo Live '87 (1987)
- Das blaue Album (1988)
- Sogar Engel brauchen Gluck (El millor de la compilació: inclou 5 "remakes") (1989)
- Ohne Maske (1989)
- Live ohne Maske (1990)
- Sempre Roma (Copa del Món de Futbol) (1990)
- Das Traumschiff (Tema instrumental) (1990)
- Geradeaus (1991)
- Open Air Symphony (1992)
- Cafe Größenwahn (1993)
- Aber bitte mit Sahne (recopilació d'èxits inclosa 1 cançó nova i 2 remakes) (1994)
- 140 Tage Cafe Größenwahn Tour 94/95 (1995)
- Zärtlicher Chaot (1995)
- Gestern-Heute-Morgen (1996)
- Gestern-Heute-Morgen – Live '97 (1997)
- Aber bitte mit Sahne 2 (recopilació d'èxits, inclosos 8 remakes) (1998)
- Ich werde da sein (1999)
- Mit 66 Jahren (Was wichtig ist) (2000)
- Mit 66 Jahren – Live 2001 (2001)
- Es lebe das Laster (2002)
- Es werde Licht (2003)
- Es Lebe das Laster – Udo Live (2004)
- Jetzt oder nie (2005)
- Der Solo-Abend – Live am Gendarmenmarkt (2005)
- Jetzt Oder Nie – Live 2006 (2006)
- Einfach Ich (2008)
- Einfach Ich – Live 2009 (2009)
- Best Of (incl. 1 remake en directe per MTV unplugged) (2009)
- Der ganz normale Wahnsinn (2011)
- Der Mann mit dem Fagott (Banda sonora de la seva pròpia pel·lícula) (2011)
- Der ganz normale Wahnsinn – En directe (2012)
- Mitten im Leben (2014)
- Udo Jürgens Live – Das letzte Konzert Zürich 2014 mit dem Orchester Pepe Lienhard (nou àlbum en directe enregistrat al seu darrer concert de la seva última gira, el 7 de desembre de 2014, només dues setmanes abans de morir sobtadament) (2015)
- Merci, Udo! (2016)
- Merci, Udo! 2 (2017)